# افسانه‌زدایی

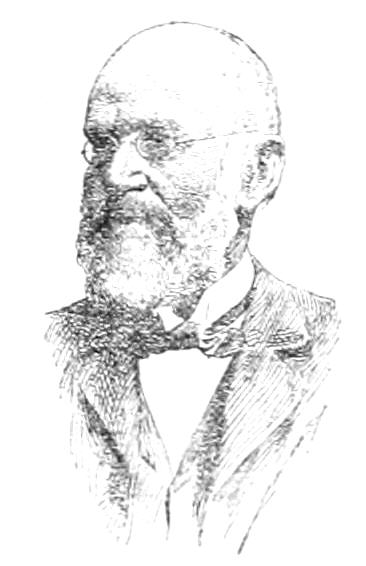
اوتوو پفلیدرر

افسانه‌زدایی (demystification یا demythologizing) زمانی رخ می‌دهد که شخصی یا گروهی مدت‌ها نسبت به یک موضوع ناروشن افسانه‌پردازی نموده و به آن افسانه‌ها باور پیدا کرده‌اند ولی یافته یا دانشی جدید رشته‌های ایشان را پنبه نموده و بی‌پایگی افسانه‌هایشان را به ایشان می‌نمایاند.
برای نمونه تقریباً همه اقوام جهان برای موضوع پیدایش جهان و انسان داستان‌ها و افسانه‌های فراوانی سروده و ساخته‌اند و به مرور به آن افسانه‌ها ایمان قلبی پیدا کرده‌اند ولی دانش جدید با پیش کشیدن نظریهٔ تکامل و مهبانگ و غیره، پایه‌های این افسانه‌ها را زیر سؤال برده است. گرچه ممکن است روزی مشخص شود که فرضیه تکامل نیز خود نوعی اسطوره (افسانه) بوده است.
از فن افسانه‌زدایی در ادبیات و بویژه رمان‌نویسی استفاده زیادی می‌شود زیرا حالت شوکی که این فن به خواننده می‌دهد برای جلب او به داستان مؤثر است.